# Джон Расселл (вершник)
Джон Расселл (англ. John Russell, 2 лютого 1920 — 30 вересня 2020) — американський вершник.
Бронзовий призер Олімпійських Ігор 1952 року в командному конкурі, учасник 1948 року.